# Туртерон (кантон)
Туртеро́н (фр. Tourteron) — кантон во Франции, находится в регионе Шампань — Арденны, департамент Арденны. Входит в состав округа Вузье.
Код INSEE кантона — 0830. Всего в кантон Туртерон входит 10 коммун, из них главной коммуной является Туртерон.

## Коммуны кантона
| Коммуна      | Население, чел. (1999) | Почтовый индекс | Код INSEE |
| ------------ | ---------------------- | --------------- | --------- |
| Генкур       | 95                     | 08130           | 08204     |
| Жонваль      | 81                     | 08130           | 08238     |
| Ламец        | 77                     | 08130           | 08244     |
| Ла-Саботри   | 92                     | 08130           | 08374     |
| Маркиньи     | 65                     | 08390           | 08278     |
| Нёвиль-Де    | 154                    | 08130           | 08321     |
| Сен-Лу-Терье | 154                    | 08130           | 08387     |
| Сюзан        | 61                     | 08130           | 08433     |
| Туртерон     | 186                    | 08130           | 08458     |
| Экордаль     | 267                    | 08130           | 08151     |

## Население
Население кантона на 1999 год составляло 1 232 человека.
| 1962  | 1968  | 1975  | 1982  | 1990  | 1999  | 2006 | 2007 | 2008 |
| ----- | ----- | ----- | ----- | ----- | ----- | ---- | ---- | ---- |
| 1 421 | 1 616 | 1 386 | 1 232 | 1 187 | 1 232 | —    | —    | —    |